# أكما - لحلو التازي
أكما - لحلو التازي, شركة مغربية متخصصة في الوساطة في قطاع التأمين وإعادة التأمين. يرجع تأسيسها إلى سنة 1964. شكلت بشكلها الحالي بعد دمج أكما ولحلو التازي سنة 1999. لها شراكة مع مارش وماكلينان الأمريكية. تبلغ إيراداتها 109.1 مليون درهم مغربي. تملك مجموعة أونا 50% من رأسمالها عن طريق فرعها أونا للوساطة. مدرجة في بورصة الدار البيضاء منذ 1998.

## وصلات خارجية
- موقع الشركة